# Erateina bosora
Erateina bosora là một loài bướm đêm trong họ Geometridae.